# KV48
KV48 (Kings' Valley 48) è la sigla che identifica una delle tombe della Valle dei Re in Egitto; era la sepoltura di Amenemipet, detto Pairi.
Padre di Paser e Sposato con Ueretmaetef, venne verosimilmente sepolto non in KV48, bensì in TT29; è palese, tuttavia, che una delle due sepolture sia da intendersi come semplice cenotafio identificabile, molto verosimilmente, proprio nella KV48 che è priva di decorazioni parietali. Mentre la KV48 è priva di dipinti o rilievi, infatti, la TT29 è decorata e presenta dipinti in cui compaiono la moglie e il figlio, nonché il fratello Sennefer e la moglie Sentnay.
Amenemipet fu sindaco di Tebe e visir durante i regni di Amenofi II e Thutmose IV. La vicinanza alla tomba KV35 di Amenhotep II ne dimostra il favore e l’importanza a Corte.
La titolarietà della tomba KV48 è tuttavia affermata da alcuni ushabty, dalla presenza di quattro mattoni sacri e da un sigillo, tutti recanti il nome di Amenemipet.
Scoperta nel 1906 da Edward Russell Ayrton, per conto di Theodore Davis, non venne però mappata e se ne persero le tracce fino al 1986 quando venne nuovamente ritrovata nell’ambito del Theban Mapping Project. In quell’occasione, venne eretto un muro attorno all’entrata della tomba per evitare danni da inondazione.
All'atto della scoperta, nel 1906, Ayrton rinvenne, sopra lo strato di detriti, la mummia privata delle bende di un uomo alto e ben strutturato, nonché frammenti di un sarcofago ligneo, decorato in giallo e ricoperto di resina nera, e di una sedia in legno . Dato il posizionamento sopra lo spesso strato di detriti alluvionali, si trattava, molto verosimilmente, di una sepoltura intrusiva, ma nessun elemento ha consentito di datarla.

### Annotazioni
1. ↑  Le tombe vennero classificate nel 1827, dalla numero 1 alla 22, da John Gardner Wilkinson in ordine geografico. Dalla numero 23 la numerazione segue l’ordine di scoperta.
2. ↑  TT, ovvero Theban Tomb, è la sigla che indica le tombe dell’area Tebana. La tomba ascrivibile ad Amenemipet è la TT29 della necropoli di Sheikh Ab d el-Qurna.
3. ↑  I mattoni sacri erano posizionati, con intenti protettivi del defunto, nelle pareti delle tombe, ai punti cardinali.

### Fonti
1. ↑  (EN) Elenco dei visir della XVIII dinastia, su mathstat.slu.edu. URL consultato l'8 febbraio 2017 (archiviato dall'url originale il 7 novembre 2016).
2. ↑  Theban Mapping Project
3. ↑  Nicholas Reeves e Richard Wilkinson, The complete valley of the Kings, New York, Thames & Hudson, 2000, p. 184.
4. ↑  Reeves a Wilkinson (2000), p. 184.